# ハサン・ムサンナー
ハサン・ムサンナー（アラビア語: أَبُو مُحَمَّد حَسَنِ بْنِ حَسَنِ بْنِ عَلِي ٱلْهَاشِمِي; c. 661–715）は正統カリフのアリー・イブン・アビー・ターリブ（在位656-661年）の孫にあたる人物で、ハサン・イブン・アリーとハウラ・ビント・マンズールの子。預言者ムハンマドの曾孫でもある。ウマイヤ朝のカリフ・ワリード1世と同時代の人。

## 生涯
ハサン・ムサンナーは、その父、ハサンがごく短期間だけカリフに推戴されていた661年ごろ、メディナで生まれた。母はバヌー・ファザーラの有力者マンズール・イブン・ザバーンの娘、ハウラである。
アフマド・イブン・イブラーヒーム・ハサニーによると、ハサン・ムサンナーはカルバラー事件の際、彼は戦場にいて、歳は19か20であったという（アブー・ミフナフのハディース集）。アーシューラーの日、彼は叔父のフサインのすぐそばで戦い、傷を負って捕らえられた。母方の叔父 Asma' ibn Kharijah Fazari が助命し、クーファで治療を受け、回復後、メディナに帰った。
13世紀のシーア派法学者ヒッリーによると、ハサン・ムサンナーを含むハサン・イブン・アリーの子どもたちは、すべてのイスラーム教徒が高貴なお方と認める人々であるという。
父方の叔父のフサインはハサン・ムサンナーに、娘のスカイヤとファーティマのどちらかを選んで妻にするように提案したと言われている。奥手なハサンは辞退したものの、最後はファーティマを選んだといい、その理由は彼女が祖母のファーティマ・ザフラーに似ていたからだという。
アリー・レザーが語り伝えるアリー家の系譜によると、ハサン・ムサンナーには子どもが多くいた。ファーティマ・ビント・フサインとの間にアブドゥッラー・カーミル、イブラーヒーム・ガムル、ハサン・ムサッラス、妾との間にジャアファルとダーウード、ラムラ・ビント・サイード・イブン・ザイドとの間にムハンマドをもうけ、それぞれがハサン家の第3世代として系譜が続いたという。
近代にいたるまでメッカの支配家系であったバヌー・カターダ、ヨルダンのハーシム家、モロッコのイドリース朝などはハサン・ムサンナーの子孫を称する。
ウマイヤ朝のカリフ・ワリード1世はハサン・ムサンナーと書簡のやり取りをしている。

## 典拠
1. ↑  Madelung, Wilferd (1997). The Succession to Muhammad: A Study of the Early Caliphate. Cambridge University Press. ISBN 978-0-52-164696-3 p. 382
2. ↑  "Ibn Bābawayh(I)". Encyclopaedia of Islam.
3. ↑  Marsham 2022, p. 38.

- Marsham, Andrew (2022). “Kinship, Dynasty, and the Umayyads”. In Osti, Letizia; van Berkel, Maaike. The Historian of Islam at Work: Essays in Honor of Hugh N. Kennedy. Leiden: Brill. pp. 12–45. ISBN 978-90-04-52523-8